# Морозова, Валентина Николаевна
Валентина Николаевна Морозова (род. 10 февраля 1953, Ленинград) — советская и российская актриса балета, педагог, Народная артистка Российской Федерации (1993).

## Биография
Валентина Николаевна Морозова родилась 10 февраля 1953 года в Ленинграде. В 1971 году окончила Ленинградское хореографическое училище (педагоги М. Померанцева, А. А. Сапогов).
В 1971—1978 годах выступала в Куйбышевском театре оперы и балета, где танцевала в классическом репертуаре.
В 1978—1995 годах танцевала в Ленинградском театре «Новый балет» под руководством Бориса Эйфмана (сейчас Театр балета Бориса Эйфмана), за которого вышла замуж. Начинала в кордебалете, а затем стала исполнять ведущие партии.
В 1995 году после рождения сына ушла со сцены.
В настоящее время работает педагогом-репетитором театра.

### Семья
- Муж — балетмейстер Борис Яковлевич Эйфман (род. 1946), народный артист России.
- Сын — Александр Борисович Эйфман (род. 1995)[1].

## Награды и премии
- Орден Почёта (8 февраля 2008 года) — за большие заслуги в развитии отечественной культуры и искусства[2].
- Заслуженная артистка РСФСР (22 января 1988 года).
- Народная артистка Российской Федерации (20 декабря 1993 года) — за большие заслуги в области хореографического искусства[3].
- Благодарность Президента Российской Федерации (5 апреля 2019 года) — за заслуги в развитии отечественной культуры и искусства, многолетнюю плодотворную деятельность[4].

## Работы в театре
- 1980 — «Идиот» по роману Достоевского (на музыку «Шестой симфонии» П. И. Чайковского) — Аглая
- 1982 — «Безумный день» — графиня Розина
- 1984 — «Двенадцатая ночь» Шекспира — Оливия
- 1985 — «Подпоручик Ромашов» — Шурочка
- 1987 — «Мастер и Маргарита» по М. Булгакову (композитор А. Петров) — Маргарита
- 1990 — «Убийцы» по роману Э. Золя (музыка из произведений И. С. Баха, Г. Малера, А. Шнитке)— Тереза Ракен
- 1991 — «Реквием» — Мать
- 1993 — «Чайковский» — Фон Мекк
- «Жар-птица
- «Бумеранг» — Полли
- «Идиот» — Настасья Филипповна
- «Двухголосье» — солистка
- «Автографы» — солистка

## Фильмография
- 1983 — Безумный день (фильм-балет) — графиня Розина
- 1986 — Двенадцатая ночь, или Что угодно (фильм-балет) — графиния Оливия
- 1987 — Идиот (фильм-балет) — Настасья Филипповна
- 1987 — Поединок (фильм-балет)